# Antianeira (Tochter des Pheres)
Antianeira (altgriechisch Ἀντιάνειρα Antiáneira) ist in der griechischen Mythologie die Tochter des Pheres, Enkelin des Kretheus und Urenkelin des Aiolos, weshalb sie zum Geschlecht der Aioler zählt. Ihr Bruder ist Admetos, der König von Pherai in Thessalien.
Antianeira ist in der Argonautensage die Mutter des Sehers Idmon, der sich den Argonauten anschließt, obwohl er durch die Deutung des Vogelflugs schon weiß, dass er nicht heimkehren wird.
Während Orpheus in seiner Argonautika nur erwähnt, dass Antianeira von Apollon mit Idmon schwanger wurde und diesen dann am Ufer des Amphrysos gebar, hebt Apollonios von Rhodos hervor, dass Abas nicht Idmons wahrer Vater sei. Dies legt nahe, dass Antianeira mit Abas verheiratet war.